# Saint-Chamas
Saint-Chamas település Franciaországban, Bouches-du-Rhône megyében. Lakosainak száma 8669 fő (2022. január 1.). Saint-Chamas Berre-l'Étang, Cornillon-Confoux, Lançon-Provence és Miramas községekkel határos.

## Népesség
A település népessége az elmúlt években az alábbi módon változott:
| Lakosok száma | 5083 | 5045 | 5396 | 7268 | 8069 | 8302 | 8574 | 8591 | 8617 | 8669 |
|               | 1968 | 1982 | 1990 | 2006 | 2013 | 2015 | 2017 | 2019 | 2020 | 2022 |